# Gmund am Tegernsee
Gmund am Tegernsee è un comune tedesco di 6 069 abitanti, situato nel land della Baviera.